# Glaucopsyche algerica
Glaucopsyche algerica är en fjärilsart som beskrevs av Rühl 1895. Glaucopsyche algerica ingår i släktet Glaucopsyche och familjen juvelvingar. Inga underarter finns listade i Catalogue of Life.